# 棚草
棚草（たなくさ）は静岡県菊川市の大字。

## 地理
菊川市の東部、小笠東地区の西部に位置する。また、丹野池の北側に飛地がある。東で丹野及び目木、西で下平川、南で猿渡、北で三沢と接する。飛地は東で牧之原、西で東横地、南で丹野、北で小沢と接する。

### 河川
- 棚草川

### 字一覧
約50の字がある（2018年（平成30年）10月16日現在）。
- 神明前（しんめいまえ）
- 下通里名（しもどおりな）
- 向田（むかいだ）
- 黒沢（くろさわ）
- 境（さかい）
- 境道上（さかいみちかみ）
- 宮田南（みやたみなみ）
- 宮田（みやた）
- 馬場（ばば）
- 神座ケ谷（かみざがや）
- 狭間（はざま）
- 一町田（いっちょうだ）
- 円明寺（えんみょうじ）
- 天神田（てんじんだ）
- 中荒井（なかあらい）
- 寺前（てらまえ）
- 松本（まつもと）
- 観音寺（かんのんじ）
- 星谷（ほしや）
- 北之谷（きたのや）
- 猪ノ木ケ谷（いのきがや）
- 五里ケ谷（ごりがや）
- 殿之谷（とんのや）
- 城山（しろやま）
- 奥狭間（おくはざま）
- 松ノ木田（まつのきだ）
- 大谷（おおや）
- 小堤ケ谷（こづつみがや）
- 西ケ谷（にしがや）
- 三郎谷（さぶろうがや）
- 桃ノ木ケ谷（もものきがや）
- 太田ケ谷（おおたがや）
- 茨ケ谷（ばらがや）
- 実堂ケ谷（じつどうがや）
- 堂ケ谷（どうがや）
- 古池（ふるいけ）
- 越坂ケ谷（こしさかがや）
- 猪溝（いみぞ）
- 追越（おいこし）
- 清水ケ谷（しみずがや）
- 天白（てんぱく）
- 耕手田（こおてだ）
- 下河原田（しもかわはらだ）
- 岩ケ崎（いわがさき）
- 宇津梨（うつなし）
- 布引（ぬのびき）
- 山東（やまひがし）
- 太田之谷（おおたのや）
- 太田ノ谷（おおたのや）

## 歴史

### 沿革
- 1889年（明治22年）4月1日 - 町村制の施行により、城東郡棚草村が周辺の村と合併し、城東郡相草村となる[WEB 7]。旧村名は相草村の大字として残る[WEB 8]。
- 1896年（明治29年）4月1日 - 郡制の施行により所属郡が小笠郡に変更。
- 1940年（昭和15年）11月1日 – 相草村と川野村が合併し、小笠村となる。
- 1951年（昭和26年）3月20日 - 平田村大字下平川との間で境界変更を実施する。
- 1954年（昭和29年）3月31日 – 小笠村が平田村・南山村と新設合併を行い、小笠町が発足する。
- 1957年（昭和32年）10月1日 - 大字棚草の一部が菊川町に編入される。菊川町にも大字棚草ができる。
- 2005年（平成17年）1月17日 – 小笠町が菊川町と新設合併を行い、菊川市となる。また、小笠町大字棚草は菊川市棚草となる。なお、菊川町大字棚草は菊川市牧之原となる。

## 施設
- 産栄工業 本社
- 曹洞宗 雲林寺

## 交通

### バス
- 菊川市コミュニティバス丹野・嶺田コース：（菊川市立総合病院 方面 - ）和松会 - 棚草入口 - 棚草公民館 - 棚草（ - 西ケ崎公民館方面）

### 道路
- 静岡県道69号相良大須賀線
- 静岡県道242号浜岡菊川線
- 静岡県道244号大東菊川線

## その他

### 学区
小学校・中学校の学区は以下の通りである。
| 番・番地等 | 小学校               | 中学校             |
| ---------- | -------------------- | ------------------ |
| 全域       | 菊川市立小笠東小学校 | 菊川市立岳洋中学校 |

### 警察
警察の管轄区域は以下の通りである。
| 番・番地等 | 警察署     | 交番・駐在所 |
| ---------- | ---------- | ------------ |
| 全域       | 菊川警察署 | 小笠交番     |

### WEB
1. ↑  “h02_22.csv”.   総務省 (2022年2月10日). 2025年1月19日閲覧。
2. ↑  “静岡県菊川市 (22224)”.   人文学オープンデータ共同利用センター. 2025年1月19日閲覧。
3. ↑  “静岡県 菊川市 棚草の郵便番号 - 日本郵便”.   日本郵便. 2025年2月15日閲覧。
4. ↑  “市外局番の一覧”.   総務省 (2022年3月1日). 2025年1月19日閲覧。
5. ↑  “事業所案内及び管轄地域（事務所3件、分室3件）”.   一般社団法人静岡県自動車会議所. 2025年1月19日閲覧。
6. ↑  “菊川市小字一覧 - 静岡県オープンデータ”.   静岡県 (2018年10月16日). 2025年1月19日閲覧。
7. ↑  “historyofcities.pdf”.   静岡県総務部合併推進室・財団法人静岡県市町村振興協会. 2025年1月19日閲覧。
8. ↑  “解説ページ”.   株式会社エア. 2025年1月19日閲覧。
9. ↑  “菊川市／通学区域一覧”.   菊川市 (2024年4月1日). 2025年1月19日閲覧。
10. ↑  “交番駐在所一覧表｜静岡県警察”.   静岡県警察 (2023年6月12日). 2025年1月19日閲覧。